# João Fonseca
João Fonseca (ur. 21 sierpnia 2006 w Rio de Janeiro) – brazylijski tenisista, reprezentant kraju w Pucharze Davisa.

## Kariera tenisowa
Startując w rozgrywkach juniorów, João Fonseca w 2023 roku osiągnął finał Australian Open w grze podwójnej chłopców grając w parze z Alexandrem Blockxem. W finałowym meczu przegrali z Amerykanami Learnerem Tienem i Cooperem Williamsem. We wrześniu 2023 zwyciężył w US Open w grze pojedynczej chłopców, pokonując w finale Learnera Tiena. W 2024 Fonseca wygrał Next Generation ATP Finals.
Pierwsze mecze w cyklu ATP Tour zagrał podczas Rio Open 2023. W turnieju gry pojedynczej przegrał w pierwszej rundzie z Alexem Molčanem. W grze podwójnej, grając w parze z Mateusem Alvesem, także odpadł w pierwszej rundzie. Pierwszy tytuł ATP Tour zdobył w Buenos Aires (2025).
Od 2024 roku reprezentant Brazylii w Pucharze Davisa.
W rankingu gry pojedynczej najwyżej był na 68. miejscu (17 lutego 2025), a w zestawieniu gry podwójnej na 431. pozycji (26 lutego 2024).

### Finały w turniejach ATP Tour
| Legenda                                      |
| -------------------------------------------- |
| Wielki Szlem                                 |
| Igrzyska olimpijskie                         |
| Tennis Masters Cup / ATP Finals              |
| ATP Masters Series / ATP Tour Masters 1000   |
| ATP International Series Gold / ATP Tour 500 |
| ATP International Series / ATP Tour 250      |

#### Gra pojedyncza (1–0)
| Końcowy wynik | Nr | Data           | Turniej      | Nawierzchnia | Przeciwnik          | Wynik finału |
| ------------- | -- | -------------- | ------------ | ------------ | ------------------- | ------------ |
| Zwycięzca     | 1. | 16 lutego 2025 | Buenos Aires | Ceglana      | Francisco Cerúndolo | 6:4, 7:6(1)  |

### Finały juniorskich turniejów wielkoszlemowych

#### Gra pojedyncza (1–0)
| Końcowy wynik | Nr | Data            | Turniej            | Nawierzchnia | Przeciwnik   | Wynik finału  |
| ------------- | -- | --------------- | ------------------ | ------------ | ------------ | ------------- |
| Zwycięzca     | 1. | 9 września 2023 | US Open, Nowy Jork | Twarda       | Learner Tien | 4:6, 6:4, 6:3 |

#### Gra podwójna (0–1)
| Końcowy wynik | Nr | Data             | Turniej                    | Nawierzchnia | Partner          | Przeciwnicy                  | Wynik finału |
| ------------- | -- | ---------------- | -------------------------- | ------------ | ---------------- | ---------------------------- | ------------ |
| Finalista     | 1. | 29 stycznia 2023 | Australian Open, Melbourne | Twarda       | Alexander Blockx | Learner Tien Cooper Williams | 4:6, 4:6     |